# Liste der Einträge im National Register of Historic Places im Dallas County (Iowa)

Lage des Dallas County in Iowa

Die Liste der Einträge im National Register of Historic Places im Dallas County in Iowa führt die Bauwerke und historischen Stätten im Dallas County auf, die in das National Register of Historic Places aufgenommen wurden.

## Legende
| NRHP | Historic Place    |
| HD   | Historic District |

## Aktuelle Einträge
| [ 2 ] | Name                                                                 | Bild                                                                 | Eintragsdatum        | Lage | Ort                | Beschreibung                                                      |
| ----- | -------------------------------------------------------------------- | -------------------------------------------------------------------- | -------------------- | --- | ------------------ | ----------------------------------------------------------------- |
| 1     | Adel Bridge                                                          | Adel Bridge                                                          | 2002 ID-Nr. 02000374 | Brücke der River Street über den North Raccoon River 41° 36′ 57″ N, 94° 0′ 43″ W                        | Adel               | 1882 errichtete Fachwerkbrücke                                    |
| 2     | Adel Public Square Historic District                                 | Adel Public Square Historic District                                 | 2009 ID-Nr. 09000106 | Vier Blöcke im Stadtzentrum um das Courthouse 41° 37′ 4″ N, 94° 1′ 5″ W                                 | Adel               | Historische Bauten im Stadtzentrum                                |
| 3     | Beaver Creek Bridge                                                  |                                                                      | 1998 ID-Nr. 98000796 | Brücke der M Avenue über den Beaver Creek 41° 50′ 47″ N, 94° 2′ 53″ W                                   | Perry              | Um 1890 errichtete Fachwerkbrücke                                 |
| 4     | Bruce's Snowball Market No. 1 Addition                               | Bruce's Snowball Market No. 1 Addition                               | 2000 ID-Nr. 00001004 | 921 Railroad Street 41° 50′ 15″ N, 94° 6′ 17″ W                                                         | Perry              | 1930 im Stil des Art déco errichtetes Geschäftshaus               |
| 5     | Dallas County Courthouse                                             | Dallas County Courthouse                                             | 1973 ID-Nr. 73000723 | Town Square 41° 37′ 4″ N, 94° 1′ 3″ W                                                                   | Adel               | 1902 errichtetes Justiz- und Verwaltungsgebäude des Dallas County |
| 6     | Dexter Community House                                               | Dexter Community House                                               | 1975 ID-Nr. 75000679 | 707 Dallas Street 41° 31′ 1″ N, 94° 13′ 36″ W                                                           | Dexter             | 1917 errichtete Versammlungshalle und Rathaus; heute Sporthalle   |
| 7     | Downtown Perry Historic District                                     | Downtown Perry Historic District                                     | 2000 ID-Nr. 00001005 | Abgegrenzt durch 3rd Street, Lucinda Street, 1st Avenue und Railroad Street 41° 50′ 24″ N, 94° 6′ 14″ W | Perry              | 58 Gebäude im Stadtzentrum                                        |
| 8     | Robert William Andrew Feller Farmstead                               | Robert William Andrew Feller Farmstead                               | 1999 ID-Nr. 99001570 | 2965 340th Trail 41° 32′ 45″ N, 93° 54′ 29″ W                                                           | Van Meter Township | 1918 eingerichtete Farm                                           |
| 9     | Jones Business College                                               | Jones Business College                                               | 2000 ID-Nr. 00001006 | 1305 Otley Avenue 41° 50′ 15″ N, 94° 6′ 12″ W                                                           | Perry              | 1913 errichtete Handelsschule                                     |
| 10    | Anthony M. McColl House                                              | Anthony M. McColl House                                              | 1987 ID-Nr. 87000026 | 502 South Main Street 41° 51′ 12″ N, 93° 55′ 19″ W                                                      | Woodward           | Um 1900 errichtetes Wohnhaus                                      |
| 11    | Perry Carnegie Library Building                                      | Perry Carnegie Library Building                                      | 1996 ID-Nr. 96001061 | 1123 Willis Avenue 41° 50′ 18″ N, 94° 6′ 18″ W                                                          | Perry              | 1908 im Stil des Colonial Revival errichtete Carnegie-Bibliothek  |
| 12    | Prairie Center Methodist Episcopal Church and Pleasant Hill Cemetery | Prairie Center Methodist Episcopal Church and Pleasant Hill Cemetery | 2004 ID-Nr. 04001141 | Beaumont Avenue Ecke 200th Street 41° 44′ 45″ N, 94° 15′ 2″ W                                           | Lincoln Township   | 1881 errichtete Kirche                                            |
| 13    | St. Patrick's Catholic Church and Rectory                            | St. Patrick's Catholic Church and Rectory                            | 2011 ID-Nr. 11000138 | 1312 3rd Street 41° 50′ 27″ N, 94° 6′ 12″ W                                                             | Perry              | 1883 im neugotischen Stil errichtete katholische Kirche           |
| 14    | John Wilson House                                                    |                                                                      | 1979 ID-Nr. 79000894 | Abseits der 365st Street 41° 30′ 30″ N, 94° 5′ 33″ W                                                    | Adams Township     | 1861 errichtetes Wohnhaus                                         |

## Frühere Einträge
| [ 2 ] | Name                                         | Bild | Eintragsdatum        | Lage                                                 | Ort   | Beschreibung                     |
| ----- | -------------------------------------------- | ---- | -------------------- | ---------------------------------------------------- | ----- | -------------------------------- |
| 1     | Mosher Building                              |      | 1991 ID-Nr. 90002192 | 1017 Railroad Street 41° 50′ 14,6″ N, 94° 6′ 17,4″ W | Perry | 1998 aus dem Register gestrichen |
| 2     | Perry Volunteer Fire Department Engine House |      | 1978 ID-Nr. 78001212 | 1208 1st Street 41° 36′ 55,4″ N, 94° 1′ 2,9″ W       | Perry | Austragungsdatum unbekannt       |